# Fred Seibert
Frederick "Fred" Seibert (nacido el 15 de septiembre de 1951) es empresario serial y productor de cine y televisión estadounidense. Es dueño de Frederator Networks, Inc. y Frederator Studios, y es un cofundador de Thirty Labs. Seibert ha ocupado posiciones de liderazgo con MTV Networks, Hanna-Barbera, y Next New Networks. Ha producido programas de acción en vivo y animación para televisión por cable e internet, y comenzó su carrera profesional como productor discográfico de jazz y blues.

## Carrera temprana
Seibert comenzó su carrera en los medios en la de radio universitaria WKCR-FM de la Universidad de Columbia en 1969. Mientras que en Columbia comenzó su primera empresa, Oblivion Records con el socio Tom Pomposello, lanzando discos de larga duración mediante Fred McDowell (Live in New York) y Joe Lee Wilson. Al mismo tiempo, produjo una docena de álbumes de jazz y blues para empresas independientes como Muse Records, JCOA Records (Jazz Composer's Orchestra), y Birth Records (propiedad del instrumentista y compositor Gunter Hampel). Seibert fue de los primeros empleados a New Music Distribution Service, un distribuidor sin ánimo de lucro iniciada por los compositores Carla Bley y Michael Mantler, antes de entrar con Bley big band como gerente de ingeniería y pista. Seibert empezó su trabajo en MTV Networks en 1980.

## Televisión por cable
Seibert fue primer director creativo de MTV y su original voz e identidad visual, creando cientos de promociones, anuncios, y los ID de la estación para el canal, y el responsable de un replanteamiento de cómo los canales de televisión se promueven a sí mismos como "marcas". También encargó y había aprobado el logo mutante de MTV, a pesar de las objeciones de ejecutivos de la red a un logotipo que no se mantienen constantes. Lideró el equipo que desarrolló "I Want My MTV!" ("Yo quiero mi MTV!"), una de las campañas de publicidad más famosas de finales del siglo XX.
En 1985, con su socio Alan Goodman de Fred/Alan Inc., Seibert reacondicionó exitosamente el entonces declive del canal infantil Nickelodeon, moviéndolo del peor canal, al primer lugar en las votaciones, todo esto en un lapso de seis meses.
Seibert continuó participando en la industria de la televisión por cable durante varios años. Ha trabajado para Turner Broadcasting como el último presidente de dibujos animados de Hanna-Barbera, luego, como consultor durante casi 15 años de MTV Networks, y como productor en varias series animadas para Nickelodeon y Cartoon Network.

## Dibujos animados
Desde 1992 hasta 1996, según el último presidente de Hanna-Barbera, Seibert fue capaz de revitalizar la reputación creativa de la empresa con la creación de la incubadora What A Cartoon!. 
Siguiendo el modelo de la edad de oro de dibujos animados mitad del siglo XX, los 48 cortometrajes de creadores de todo el mundo, Hanna-Barbera fue capaz de lanzar siete series de éxito después de un período de sequía desde el lanzamiento de los Pitufos en 1981 para la NBC. Los espectáculos incluyen El laboratorio de Dexter de Genndy Tartakovsky, La vaca y el pollito y Soy la comadreja de David Feiss, Johnny Bravo de Van Partible, Coraje, el perro cobarde de John R. Dilworth, y Las chicas superpoderosas de Craig McCracken.

### Frederator
Después de que Ted Turner incluyó Hanna-Barbera en la venta de Turner Broadcasting en 1996 a Time Warner, Siebert establecido Frederator Studios en 1997, funcionando como un productor de animación independiente con sede en Burbank, California. Frederator se ha consolidado como una de las principales independiente estadounidense con varias series, algunas son: 

#### Nickelodeon
- Los padrinos mágicos de Butch Hartman.
- Fanboy & Chum Chum de Eric Robles.
- Zona Tiza de Bill Burnett y Larry Huber.
- My Life as a Teenage Robot de Rob Renzetti.
- Wow! Wow! Wubbzy! de Bob Boyle.
- Oh Yeah! Cartoons.
- Random! Cartoons.

#### Cartoon Network
- Adventure Time de Pendleton Ward.

#### Internet
Frederator también ha producido los programas de Internet en Channel Frederator, Cartoon Hangover, y Next New Networks.
- Bravest Warriors de Pendleton Ward.
- Bee and PuppyCat de Natasha Allegri.[3]

## Largometrajes
En junio de 2007, Fred Seibert fundada Frederator Films para producir películas animadas. Actualmente se encuentran en la preproducción de Genndy Tartakovsky Samurai Jack con el coproductor J. J. Abrams y han establecido sus dos primeras películas de dibujos animados en una primera disposición de la producción en aspectos para Sony Pictures Animation.